# Бурмесо
Бурмесо (также: боромесо, бурумесо, манау, монау) – язык на острове Новая Гвинея. Распространён вдоль реки Мамберамо в округе Сарми индонезийской провинции Папуа. Австралийский профессор Малькольм Росс отнёс бурмесо к языкам племён восточной части полуострова Чендравасих западнопапуасской филы языков. В то же время, Стивен Вурм рассматривает язык как изолированный. Число носителей составляет около 250 человек (на 1998 год). Положение стабильно. 